# Eublemma agrapta
Eublemma agrapta is een vlinder van de familie van de spinneruilen (Erebidae). De wetenschappelijke naam van deze soort werd voor het eerst voorgesteld door George Francis Hampson in een publicatie uit 1898.
De soort komt voor in Sri Lanka.